# Österreichische Fußballolympiamannschaft
Die österreichische Fußballolympiamannschaft war eine Auswahlmannschaft, oft auch als Olympia Team bezeichnet, des Österreichischen Fußball-Bundes, die 1986 für das Qualifikationsturnier zu den Olympischen Spielen 1988 in Südkorea gebildet wurde. 1984 hatte man auf eine Teilnahme verzichtet, davor wurde Österreich durch die österreichische Fußballnationalmannschaft der Amateure bei Olympischen Spielen vertreten.
Von 1990 bis 1991 bestand das inoffizielle Olympia Team II, welches jedoch offiziell von der U-21 Nationalmannschaft ersetzt wurde.

## Geschichte
Hintergrund für die Bildung einer eigenen Fußballolympiamannschaft war eine Änderung in den Teilnahmebedingungen für die Olympischen Spiele 1984, die auch den Einsatz von Profispielern, die noch nicht für die A-Nationalmannschaft bei einer Weltmeisterschaft zum Einsatz gekommen waren erlaubte. Entsprechend konnte nicht mehr wie bislang die österreichische Amateurnationalmannschaft, aber auch nicht die österreichische Profinationalmannschaft aufgeboten werden. Der Österreichische Fußball-Bund achtete bei der Zusammenstellung des Kaders besonders auf die Förderung junger Spieler, die eigentliche Olympia-Qualifikation war ein zweitrangiges Ziel.
Das erste offizielle Spiel der österreichischen Olympia-Auswahlmannschaft fand am 11. November 1986 in Kőszeg statt und endete mit einer 0:1-Auswärtsniederlage gegen Ungarn.
Die österreichische Startaufstellung beim ersten offiziellen Olympia-Auswahlspiel:
| Wohlfahrt (TW)                         |
| Piesinger - Garger - Frind - Feirer    |
| Marko - Linzmaier - Reisinger - Webora |
| Roscher - Abfalterer                   |

Das letzte offizielle Spiel der österreichischen Olympia-Auswahlmannschaft fand am 31. Mai 1988 in Wolfsberg statt und endete mit einer 0:2-Niederlage gegen Finnland.
Die Startaufstellung des damaligen Spiels:
| Konsel (TW)                             |
| Schöttel - Sperr - Pfeffer              |
| Madlener - Zsak - Artner - Heraf - Russ |
| Rodax - Hasenhüttl                      |

Nachdem zu den Olympischen Spielen 1992 die Junioren-Europameisterschaft 1992 herangezogen wurde, trat die Mannschaft offiziell als U-21 Nationalmannschaft an, wurde aber vom ÖFB im Rahmen des damaligen Jugendförderungskonzepts als Olympia-Team II bezeichnet. Alle Qualifikations- und Freundschaftsspiele des Olympia-Team II werden als U-21 Länderspiele gewertet.

## Olympia Team I
Insgesamt bestritt das Olympia Team I von 1986 bis 1988 zehn Spiele gegen sechs verschiedene Gegner, wovon neun als offizielle Begegnungen gewertet werden. Davon wurden zwei gewonnen, eines endete unentschieden und sieben gingen verloren. Insgesamt kamen 37 Spieler zum Einsatz. Die meisten Einsätze hatte Manfred Zsak, der sieben der zehn Partien bestritt. Mit zwei Treffern waren Rupert Marko und Jürgen Werner I die erfolgreichsten Torschützen.
Vorbereitungsspiele
Das erste Spiel der österreichischen Olympia-Auswahlmannschaft fand am 7. Oktober 1986 in Kufstein statt und endete mit einem 1:1 unentschieden gegen den deutschen Verein 1. FC Nürnberg. Das Spiel wird nicht als offizielles Länderspiel anerkannt.
| Datum      | Paarung                             | Spielort | Zuschauer | Ergebnis  | Torschützen                  | Trainer       |
| ---------- | ----------------------------------- | -------- | --------- | --------- | ---------------------------- | ------------- |
| 07.10.1986 | Österreich Olympia – 1. FC Nürnberg | Kufstein | 1.800     | 1:1 (0:1) | Wilbois (7.), Werner I (52.) | Branko Elsner |
| 10.11.1986 | Ungarn – Österreich Olympia         | Kőszeg   | 1.000     | 1:0 (0:0) | Imre Nagy (64.)              | Branko Elsner |

Qualifikation Olympia 1988
Österreich lag in der Qualifikationsgruppe 5 gemeinsam mit Jugoslawien, der Tschechoslowakei, Belgien und Finnland. Die Mannschaft startete gut in die Runde und gewann zunächst auswärts in Belgien und anschließend in Salzburg gegen Finnland. In den restlichen sechs Partien konnte aber kein Sieg mehr gefeiert werden, sodass die Teilnahme an den Olympischen Spielen letztlich klar verpasst wurde. Von 1986 bis 1988 hatte Branko Elsner in einer Doppelfunktion als A-Nationalmannschafts- und Olympia-Team-Trainer die Auswahl betraut, ab 1988 übernahm Josef Hickersberger in derselben Funktion für die letzten beiden Qualifikationsspiele die Mannschaft.
| Datum      | Paarung                                  | Spielort  | Zuschauer | Ergebnis  | Torschützen                                                                 | Trainer             |
| ---------- | ---------------------------------------- | --------- | --------- | --------- | --------------------------------------------------------------------------- | ------------------- |
| 18.11.1986 | Belgien Olympia – Österreich Olympia     | Antwerpen | 1.000     | 2:3 (2:2) | Beugnies (15.), Goossens (19.), Zsak (38.), Spielmann (45.), Werner I (63.) | Branko Elsner       |
| 14.04.1987 | Österreich Olympia – ČSSR Olympia        | Salzburg  | 5.600     | 2:0 (2:0) | Werner I (23.), Marko (35.)                                                 | Branko Elsner       |
| 12.05.1987 | Finnland – Österreich Olympia            | Pori      | 3.912     | 2:1 (2:0) | Myyry (14.), Niinimäki (21.), Marko (89.)                                   | Branko Elsner       |
| 03.06.1987 | Österreich Olympia – Jugoslawien Olympia | Graz      | 4.500     | 0:1 (0:1) | Tuce (45.)                                                                  | Branko Elsner       |
| 26.08.1987 | Jugoslawien Olympia – Österreich Olympia | Marburg   | 8.000     | 2:1 (1:0) | Stojkovic (16.), Katanec (55.), Perstling (56.)                             | Branko Elsner       |
| 11.11.1987 | Österreich Olympia – Belgien Olympia     | Linz      | 1.600     | 0:1 (0:0) | Boffin (71.)                                                                | Branko Elsner       |
| 12.04.1988 | ČSSR Olympia – Österreich Olympia        | Nitra     | 11.000    | 1:0 (0:0) | Danek (77.)                                                                 | Josef Hickersberger |
| 31.05.1988 | Österreich Olympia – Finnland            | Wolfsberg | 4.500     | 0:2 (0:0) | Nikkilä (64.), Lius (90.)                                                   | Josef Hickersberger |

 *) Finnland trat mit der A-Nationalmannschaft an, da nur Amateurspieler eingesetzt wurden, alle anderen Teams spielten mit ihren Olympia-Auswahlen.

## Olympia Team II
Im Vorfeld des olympischen Fußballturniers 1992 in Barcelona gab es Irritationen über die Zulassungsregelung. Während der Fußballweltverband FIFA eine Altersbegrenzung auf 23 Jahre durchsetzen wollte, sprach sich das Internationale Olympiakomitee gegen diese Beschränkung aus. Schließlich setzte sich die FIFA mit ihrer Forderung durch. Der ÖFB reagierte auf die unklare Situation mit der Bildung einer erneuten Olympia-Auswahlmannschaft, die mit unter 21 Jahre alten Spielern die Vorbereitung bestritt. Nachdem in Folge die Qualifikationsspiele für die U-21-Europameisterschaft gleichzeitig als Europa-Qualifikation für das Olympiaturnier 1992 dienten, wurden alle Spiele des Olympia-Team II offiziell als U-21 Länderspiele gewertet. In Österreich wurde die Mannschaft jedoch über die gesamte Qualifikation als Olympia-Team II bezeichnet.
Inklusive Vorbereitungsspiele absolvierte die Mannschaft zwischen 1990 und 1991 zehn Spiele gegen sechs verschiedene Gegner. Davon wurden sechs gewonnen, zwei endeten unentschieden und zwei gingen verloren.
Mit Platz drei hinter Dänemark und Jugoslawien konnte man sich nicht für das Turnier qualifizieren. Bester Torschütze war Arnold Wetl mit neun Toren in sechs Einsätzen. Herbert Gager und Dieter Ramusch kamen in allen zehn Begegnungen des Olympia-Team II zum Einsatz.